# 1246
1246 (MCCXLVI) var ett normalår som började en måndag i den julianska kalendern.

## Händelser

### Augusti
- 12 augusti – Biskop Laurentius av Linköping meddelar i brev att han har skickat nunnor till Solberga kloster på Gotland.

### Okänt datum
- Katedralskolan i Uppsala grundas.
- Universitetet i Siena grundas.
- Henrik Raspe blir motkonung i Tyskland.
- Huset Babenberg i Österrike utslocknar. Släkten var från 976 markgrevar och hertigar i Österrike.
- Det påvliga sändebudet Johannes de Plano Carpini fick som en av de första européerna audiens hos den mongoliske khanen i huvudstaden Karakorum.

## Födda
- Karl II av Neapel, kung av Neapel, kung av Albanien, furste av Achaea, greve av Provence och Forcalquier samt greve av Anjou och Maine.

## Avlidna
- 31 maj – Isabella av Angoulême, drottning av England 1200–1216 (gift med Johan utan land) och regerande grevinna av Angoulême sedan 1202 (född omkring 1188)